# Madrid Open 2013 - Qualificazioni singolare maschile
Le qualificazioni del singolare maschile del Madrid Open 2013 sono state un torneo di tennis preliminare per accedere alla fase finale della manifestazione. I vincitori dell'ultimo turno sono entrati di diritto nel tabellone principale. In caso di ritiro di uno o più giocatori aventi diritto a questi sono subentrati i lucky loser, ossia i giocatori che hanno perso nell'ultimo turno ma che avevano una classifica più alta rispetto agli altri partecipanti che avevano comunque perso nel turno finale.

## Giocatori

### Teste di serie
1. Marinko Matosevic (ultimo turno, Lucky Loser)
2. Xavier Malisse (qualificato)
3. Michaël Llodra (ultimo turno)
4. Carlos Berlocq (primo turno)
5. Alejandro Falla (primo turno)
6. Guillermo García López (qualificato)
7. Igor Sijsling (ultimo turno)

1. Robin Haase (qualificato)
2. Paul-Henri Mathieu (ultimo turno)
3. Tobias Kamke (qualificato)
4. Evgenij Donskoj (primo turno)
5. Santiago Giraldo (qualificato)
6. Guillaume Rufin (primo turno)
7. Jesse Levine (qualificato)

### Qualificati
1. Tobias Kamke
2. Xavier Malisse
3. Robin Haase
4. Santiago Giraldo

1. João Souza
2. Guillermo García López
3. Jesse Levine

### Lucky Loser
1. Marinko Matosevic

## Tabellone qualificazioni

### Sezione 1
|  | Primo turno | Primo turno          | Primo turno          | Primo turno | Primo turno |  |  | Ultimo turno | Ultimo turno      | Ultimo turno      | Ultimo turno | Ultimo turno |  |
|  |             |                      |                      |             |             |  |  |              |                   |                   |              |              |  |
|  | 1           | Marinko Matosevic    | 4                    | 7           | 4           |  |  |              |                   |                   |              |              |  |
|  |             | Alejandro González   | 6                    | 65          | 4r          |  |  | 1            | Marinko Matosevic | Marinko Matosevic | 5            | 2            |  |
|  | WC          | Carlos Gómez-Herrera | Carlos Gómez-Herrera | 3           | 1           |  |  | 10           | Tobias Kamke      | Tobias Kamke      | 7            | 6            |  |
|  | 10          | Tobias Kamke         | Tobias Kamke         | 6           | 6           |  |  |              |                   |                   |              |              |  |

### Sezione 2
|  | Primo turno | Primo turno             | Primo turno | Primo turno | Primo turno |  |  | Ultimo turno | Ultimo turno   | Ultimo turno | Ultimo turno | Ultimo turno |  |
|  |             |                         |             |             |             |  |  |              |                |              |              |              |  |
|  | 2           | Xavier Malisse          | 1           | 7           | 6           |  |  |              |                |              |              |              |  |
|  |             | Daniel Muñoz de la Nava | 6           | 6           | 2           |  |  | 2            | Xavier Malisse | 6            | 3            | 6            |  |
|  | WC          | Pere Riba               | 5           | 7           | 6           |  |  | WC           | Pere Riba      | 4            | 6            | 3            |  |
|  | 11          | Evgenij Donskoj         | 7           | 5           | 3           |  |  |              |                |              |              |              |  |

### Sezione 3
|  | Primo turno | Primo turno           | Primo turno           | Primo turno | Primo turno |  |  | Ultimo turno | Ultimo turno   | Ultimo turno | Ultimo turno | Ultimo turno |  |
|  |             |                       |                       |             |             |  |  |              |                |              |              |              |  |
|  | 3           | Michaël Llodra        | 63                    | 6           | 7           |  |  |              |                |              |              |              |  |
|  |             | Łukasz Kubot          | 7                     | 4           | 5           |  |  | 3            | Michaël Llodra | 2            | 6            | 3            |  |
|  | WC          | Adam Sanjurjo Hermida | Adam Sanjurjo Hermida | 1           | 3           |  |  | 8            | Robin Haase    | 6            | 3            | 6            |  |
|  | 8           | Robin Haase           | Robin Haase           | 6           | 6           |  |  |              |                |              |              |              |  |

### Sezione 4
|  | Primo turno | Primo turno         | Primo turno      | Primo turno | Primo turno |  |  | Ultimo turno | Ultimo turno        | Ultimo turno | Ultimo turno | Ultimo turno |  |
|  |             |                     |                  |             |             |  |  |              |                     |              |              |              |  |
|  | 4           | Carlos Berlocq      | 7                | 4           | 67          |  |  |              |                     |              |              |              |  |
|  |             | Serhij Stachovs'kyj | 65               | 6           | 7           |  |  |              | Serhij Stachovs'kyj | 64           | 6            | 4            |  |
|  |             | João Sousa          | João Sousa       | 2           | 2           |  |  | 12           | Santiago Giraldo    | 7            | 4            | 6            |  |
|  | 12          | Santiago Giraldo    | Santiago Giraldo | 6           | 6           |  |  |              |                     |              |              |              |  |

### Sezione 5
|  | Primo turno | Primo turno        | Primo turno        | Primo turno | Primo turno |  |  | Ultimo turno | Ultimo turno       | Ultimo turno | Ultimo turno | Ultimo turno |  |
|  |             |                    |                    |             |             |  |  |              |                    |              |              |              |  |
|  | 5           | Alejandro Falla    | 1                  | 7           | 3           |  |  |              |                    |              |              |              |  |
|  |             | João Souza         | 6                  | 62          | 6           |  |  |              | João Souza         | 1            | 7            | 4            |  |
|  |             | Gastão Elias       | Gastão Elias       | 3           | 64          |  |  | 9            | Paul-Henri Mathieu | 6            | 65           | 1r           |  |
|  | 9           | Paul-Henri Mathieu | Paul-Henri Mathieu | 6           | 7           |  |  |              |                    |              |              |              |  |

### Sezione 6
|  | Primo turno | Primo turno            | Primo turno            | Primo turno | Primo turno |  |  | Ultimo turno | Ultimo turno           | Ultimo turno | Ultimo turno | Ultimo turno |  |
|  |             |                        |                        |             |             |  |  |              |                        |              |              |              |  |
|  | 6           | Guillermo García López | Guillermo García López | 6           | 6           |  |  |              |                        |              |              |              |  |
|  | PR          | Igor' Andreev          | Igor' Andreev          | 1           | 3           |  |  | 6            | Guillermo García López | 7            | 2            | 7            |  |
|  |             | Rubén Ramírez Hidalgo  | Rubén Ramírez Hidalgo  | 7           | 6           |  |  |              | Rubén Ramírez Hidalgo  | 5            | 6            | 6            |  |
|  | 13          | Guillaume Rufin        | Guillaume Rufin        | 64          | 1           |  |  |              |                        |              |              |              |  |

### Sezione 7
|  | Primo turno | Primo turno        | Primo turno | Primo turno | Primo turno |  |  | Ultimo turno | Ultimo turno  | Ultimo turno  | Ultimo turno | Ultimo turno |  |
|  |             |                    |             |             |             |  |  |              |               |               |              |              |  |
|  | 7           | Igor Sijsling      | 4           | 6           | 6           |  |  |              |               |               |              |              |  |
|  | WC          | Arnau Brugués-Davi | 6           | 3           | 4           |  |  | 7            | Igor Sijsling | Igor Sijsling | 3            | 4            |  |
|  |             | Flavio Cipolla     | 1           | 6           | 3           |  |  | 14           | Jesse Levine  | Jesse Levine  | 6            | 6            |  |
|  | 14          | Jesse Levine       | 6           | 3           | 6           |  |  |              |               |               |              |              |  |